# Squilli di primavera
Squilli di primavera (Stars and Stripes Forever) è un film del 1952 diretto da Henry Koster.
La storia del film trae spunto dal libro biografico Marching Along di John Philip Sousa, famoso musicista autore di The Stars and Stripes Forever, il brano musicale che è diventato la marcia nazionale degli Stati Uniti d'America.

## Produzione
Il film fu prodotto dalla Twentieth Century Fox Film Corporation. Venne girato nello Studio 16 della 20th Century Fox al 10201 Pico Blvd di Century City, Los Angeles.

## Distribuzione
Distribuito dalla Twentieth Century Fox Film Corporation, il film uscì nelle sale cinematografiche USA il 22 dicembre 1952 con il titolo originale Stars and Stripes Forever.
Il giovane Robert Wagner fu candidato ai Golden Globe come miglior attore debuttante.